# أيسن (تشيلي)
أيسن (بالإسبانية: Aysén, Chile) هي بلدية تقع في تشيلي في Aysén Province.[بحاجة لمصدر] يقدر عدد سكانها بـ 22,421 نسمة ومساحتها 29,970.4 كم2 وترتفع عن سطح البحر 8 متر.